# Pidhirne (Bolhrad, Tarutyne)
Pidhirne (ukrainisch Підгірне; russisch Подгорное Podgornoje, rumänisch Culmea, deutsch früher Kulm) ist ein Dorf im Südwesten der ukrainischen Oblast Odessa.
Das Dorf mit etwa 1700 Einwohnern (2001) liegt am Ufer des Kohylnyk nahe der Grenze zur Republik Moldau.

## Geschichte

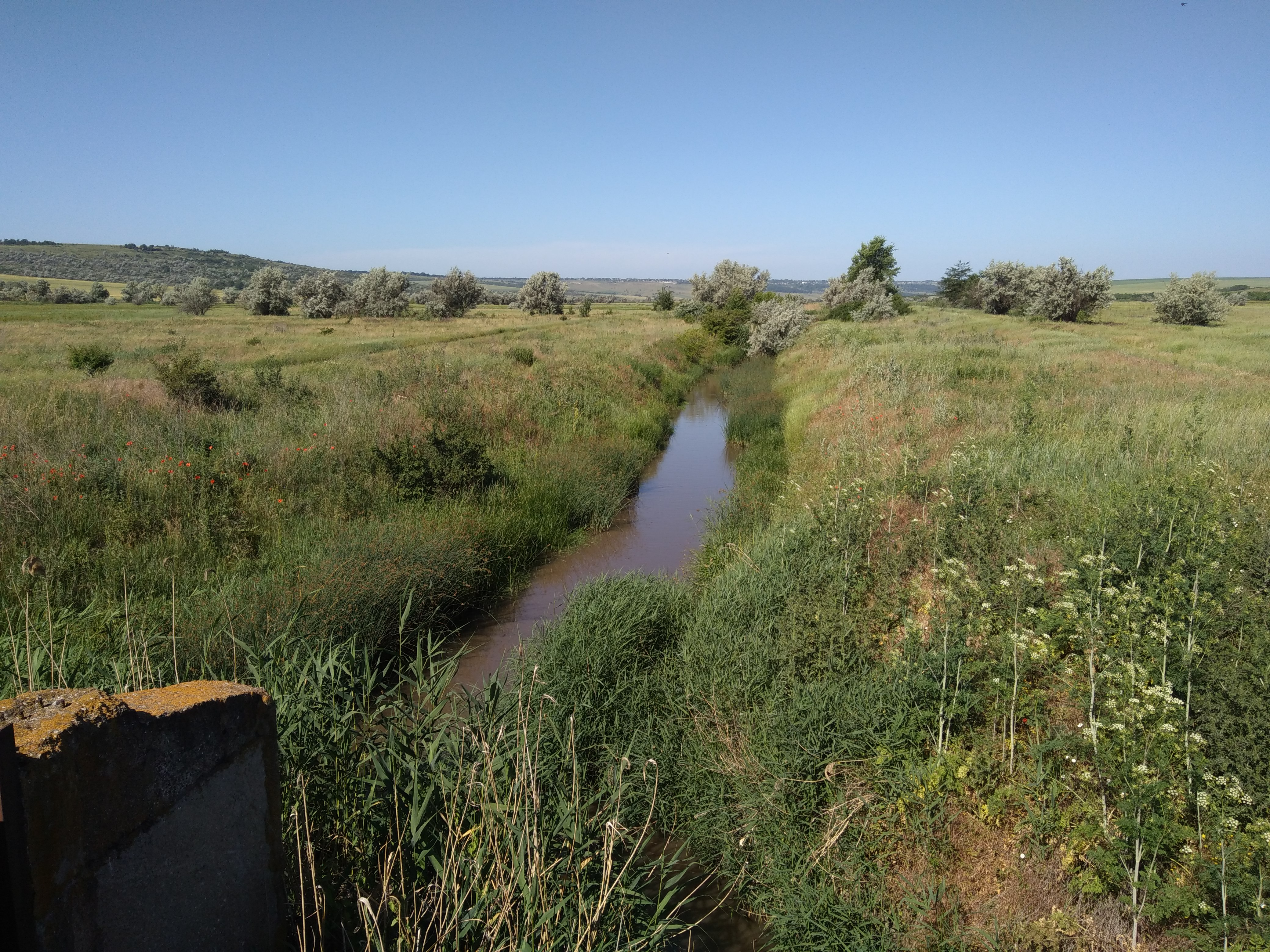
Fluss Kohylnyk beim Ort

Der Ort liegt in der historischen Landschaft Bessarabien. Das Gebiet von Bessarabien kam 1812 im Frieden von Bukarest vom osmanischen Vasallenstaat Fürstentum Moldau zusammen mit dem Budschak an das Russische Kaiserreich. Die Neuerwerbung wurde als Kolonisationsgebiet behandelt und zunächst dem Generalgouverneur von Neurussland zugeordnet. Zar Alexander I. rief in einem Manifest von 1813 deutsche Kolonisten ins Land, um die neu gewonnenen Steppengebiete in Neurussland zu kolonisieren. Hier gründeten 1815 deutsche Auswanderer Kulm. Der Ort gehört zu den 24 bessarabiendeutschen Mutterkolonien. Sie wurden von Einwanderern gegründet, während Tochterkolonien später von Bewohnern der Mutterkolonien gegründet wurden. Die Auswanderer mit 124 Familien mit insgesamt 520 Personen, die sich hier 1815 niederließen, stammten aus
dem Königreich Polen, wo sie sich aus Pommern, Mecklenburg und Württemberg kommend Ende des 18. Jahrhunderts niedergelassen hatten. Sie waren 1814 auf dem Landweg nach Bessarabien aufgebrochen. Dort angekommen, brachten sie die russischen Behörden zunächst in moldauischen Dörfern unter. Im Herbst 1815 begann der Bau der Häuser auf der vorgesehenen Siedlungsfläche, die auf einem Berg lag. Der Boden war sehr fruchtbar und sorgte durch Quellen für gute Ernten beim Maisanbau. 1831 errichteten die Bewohner ein Bethaus und die erste Schule. 1868 wurde eine Kirche für 1700 Kirchenbesucher eingeweiht.
Nach der sowjetischen Besetzung Bessarabiens im Sommer 1940, gedeckt vom Hitler-Stalin-Pakt, schlossen sich die bessarabiendeutschen Ortsbewohner im Herbst 1940 der Umsiedlung ins Deutsche Reich unter dem Motto Heim ins Reich an.

## Verwaltungsgliederung
Am 12. Juni 2020 wurde das Dorf ein Teil der Siedlungsgemeinde Tarutyne; bis bildet sie die gleichnamige Landratsgemeinde Pidhirne (Підгірненська сільська рада/Pidhirnenska silska rada) im Westen des Rajons Tarutyne.
Seit dem 17. Juli 2020 ist es ein Teil des Rajons Bolhrad.